# خالد قاضي
خالد قاضي (1955 - 15 سبتمبر 2018) إعلامي سعودي وكاتب رياضي، شغل منصب مدير مكتب صحيفة الرياضية في جدة. وهو صحفي رياضي مخضرم؛ إذ عاصر نجاحات المنتخبات السعودية في فترات سابقة، وأسهم في تغطية العديد من المحافل الرياضية مثل كؤوس العالم، والبطولات الأولمبية.

## النشأة و الدراسة
ولد في مدينة جدة سنة 1955، ودرس المرحلة المتوسطة في مدرسة عمر بن الخطاب، وعمل فترة في مجال المصارف حيث سبق له العمل في بنك الجزيرة.

## الحياة العملية
بدأ رحلته مع الصحافة الرياضية في العام 1976م/1397هـ هاوياً في صحيفة عكاظ، قبل أن ينتقل للعمل بعد ذلك في صحيفة الرياض لأكثر من 12 عاماً، أنهى بعد ذلك مشواره الصحفي مديراً لتحرير صحيفة الرياضية في جدة.
كان أحد المؤسسيين لجريدة «الملاعب الرياضية»، قبل التحاقه بـ«الرياضية» في عام 1989، ليستمر فيها سنوات طوال حتى أعلن تقاعده من منصبه كمسؤول تحرير للصحيفة بمكتب جدة في 2011، لتبدأ معها مرحلة جديدة في مسيرته المهنية كمحلل وناقد رياضي. 

## وفاته
وافته المنية في مستشفى جدة مساء السبت 15 سبتمبر 2018  متأثرًا بمضاعفات عمل جراحي لاستئصال الزائدة الدودية عن عمر يناهز الـ64 عاماً.
بعد صراع قصير مع المرض. ودخل خالد قاضي المستشفى قبل نحو 10 أيام لإصابته بتوعك صحي، حيث أُجريت له عملية جراحية لإزالة الزائدة الدودية، إلا أن صحته تدهورت، وعانى من مضاعفات تسببت له بخلل بإمداد الأكسجين إلى الدماغ.

## وصلات خارجية
- (صحيفة الشرق الأوسط): الإعلام الرياضي السعودي يودع خالد قاضي
- (قناة روسيا اليوم):وفاة الإعلامي الرياضي السعودي خالد قاضي